# پویزن (گروه موسیقی)
پویزن (به انگلیسی: Poison) یک گروه موسیقی سبک هوی متال است که در سال ۱۹۸۳ در آمریکا پایه‌گذاری شد.
آثار پویزن تنها در آمریکا تا کنون نزدیک به ۱۵ میلیون نسخه فروش داشته است.